# Oscar för bästa animerade kortfilm
Nedan följer en lista över vinnare och nominerade av en Oscar för Bästa animerade kortfilm, (Academy Award for Animated Short Film). Priset har delats ut sedan Oscarsgalan 1932, och hette först Korta projekt (tecknat) ända fram till 1971, då priset bytte namn till Korta projekt (animerade filmer). Den senare titeln höll dock bara i 3 år innan priset åter igen bytte namn till dagens titel.
Det var i den här kategorin som Walt Disney vann 12 av sina 22 Oscar, inklusive en postum vinst 1968. Han vann samtliga Oscarsstatyetter i den här kategorin under 30-talet. Disneys Silly Symphonies och MGM:s Tom och Jerry har blivit nominerade flest gånger i den här kategorin, och har vunnit sju Oscars vardera. Fram till 1952 var det endast amerikanska filmer som nominerades.
Vinnare presenteras överst i fetstil och med gul färg, och de övriga nominerade följer under för samma år. Året visar när filmen kom och parentesen under på vilken oscarsgala de nominerades på.

## 1930-talet
| År                                         | Film                                                             | Producent(er)                                                 |
| 1932 (5:e)                                 |                                                                  |                                                               |
| ------------------------------------------ | ---------------------------------------------------------------- | ------------------------------------------------------------- |
| 1932 (5:e)                                 | Morgonstämning                                                   | Walt Disney Productions, United Artists - Walt Disney         |
| 1932 (5:e)                                 | Musse Pigg har kalas                                             | Walt Disney Productions, Columbia Pictures - Walt Disney      |
| 1932 (5:e)                                 | It's Got Me Again!                                               | Leon Schlesinger Productions, Warner Bros. - Leon Schlesinger |
| 1933 (6:e)                                 |                                                                  |                                                               |
| Tre små grisar                             | Walt Disney Productions, United Artists - Walt Disney            |                                                               |
| Uppåt väggarna                             | Walt Disney Productions, United Artists - Walt Disney            |                                                               |
| The Merry Old Soul                         | Universal - Walter Lantz                                         |                                                               |
| 1934 (7:e)                                 |                                                                  |                                                               |
| Sköldpaddan och haren                      | Walt Disney Productions, United Artists - Walt Disney            |                                                               |
| Holiday Land                               | Screen Gems, Columbia Pictures - Charles Mintz                   |                                                               |
| Jolly Little Elves                         | Universal - Walter Lantz                                         |                                                               |
| 1935 (8:e)                                 |                                                                  |                                                               |
| Tre ensamma kattungar                      | Walt Disney Productions, United Artists - Walt Disney            |                                                               |
| Den brokiga draken                         | Harman-Ising, Metro-Goldwyn-Mayer - Hugh Harman och Rudolf Ising |                                                               |
| Vem sköt Cock Robin?                       | Walt Disney Productions, United Artists - Walt Disney            |                                                               |
| 1936 (9:e)                                 |                                                                  |                                                               |
| Kusinen från landet                        | Walt Disney Productions, United Artists - Walt Disney            |                                                               |
| The Old Mill Pond                          | Harman-Ising, Metro-Goldwyn-Mayer - Hugh Harman och Rudolf Ising |                                                               |
| Popeye the Sailor Meets Sindbad the Sailor | Fleischer Studios, Paramount - Max Fleischer                     |                                                               |
| 1937 (10:e)                                |                                                                  |                                                               |
| Den gamla kvarnen                          | Walt Disney Productions, RKO Radio - Walt Disney                 |                                                               |
| Educated Fish                              | Fleischer Studios, Paramount - Max Fleischer                     |                                                               |
| The Little Match Girl                      | Screen Gems, Columbia - Charles Mintz                            |                                                               |
| 1938 (11:e)                                |                                                                  |                                                               |
| Tjuren Ferdinand                           | Walt Disney Productions, RKO Radio - Walt Disney                 |                                                               |
| Jättens överman                            | Walt Disney Productions, RKO Radio - Walt Disney                 |                                                               |
| Mamma gås i Hollywood                      | Walt Disney Productions, RKO Radio - Walt Disney                 |                                                               |
| Kalle Anka blir scout                      | Walt Disney Productions, RKO Radio - Walt Disney                 |                                                               |
| Hunky och Spunky                           | Fleischer Studios, Paramount - Max Fleischer                     |                                                               |
| 1939 (12:e)                                |                                                                  |                                                               |
| Den fula ankungen                          | Walt Disney Productions, RKO Radio - Walt Disney                 |                                                               |
| Detouring America                          | Leon Schlesinger Productions, Warner Bros. - Leon Schlesinger    |                                                               |
| Peace on Earth                             | Metro-Goldwyn-Mayer - Fred Quimby och Hugh Harman                |                                                               |
| Pluto på jaktstigen                        | Walt Disney Productions, RKO Radio - Walt Disney                 |                                                               |

## 1940-talet
| År                                            | Film                                                          | Producent(er)                                                 |
| 1940 (13:e)                                   |                                                               |                                                               |
| --------------------------------------------- | ------------------------------------------------------------- | ------------------------------------------------------------- |
| 1940 (13:e)                                   | The Milky Way                                                 | Metro-Goldwyn-Mayer - Fred Quimby och Rudolf Ising            |
| 1940 (13:e)                                   | Tom får sparken                                               | Metro-Goldwyn-Mayer - Rudolf Ising                            |
| 1940 (13:e)                                   | A Wild Hare                                                   | Leon Schlesinger Productions, Warner Bros. - Leon Schlesinger |
| 1941 (14:e)                                   |                                                               |                                                               |
| Plutos goda samvete                           | Walt Disney Productions, RKO Radio - Walt Disney              |                                                               |
| Boogie Woogie Bugle Boy of Company B          | Walter Lantz Productions, Universal - Walter Lantz            |                                                               |
| Hiawatha's Rabbit Hunt                        | Leon Schlesinger Productions, Warner Bros. - Leon Schlesinger |                                                               |
| How War Came                                  | Screen Gems, Columbia - George Winkler                        |                                                               |
| Julaftonsnatt                                 | Metro-Goldwyn-Mayer - Fred Quimby                             |                                                               |
| Konsert i tre byggsatser                      | Leon Schlesinger Productions, Warner Bros. - Leon Schlesinger |                                                               |
| The Rookie Bear                               | Metro-Goldwyn-Mayer - Fred Quimby och Rudolf Ising            |                                                               |
| Rhythm in the Ranks                           | Paramount - George Pal                                        |                                                               |
| Superman                                      | Fleischer Studios, Paramount - Max Fleischer                  |                                                               |
| Kalle Anka som moralens väktare               | Walt Disney Productions, RKO Radio - Walt Disney              |                                                               |
| 1942 (15:e)                                   |                                                               |                                                               |
| Der Fuehrer's Face                            | Walt Disney Productions, RKO Radio - Walt Disney              |                                                               |
| All Out for 'V'                               | Terrytoons, 20th Century Fox - Paul Terry                     |                                                               |
| Blitz Wolf                                    | Metro-Goldwyn-Mayer - Fred Quimby                             |                                                               |
| Juke Box Jamboree                             | Walter Lantz Productions, Universal - Walter Lantz            |                                                               |
| Pigs in a Polka                               | Leon Schlesinger Productions, Warner Bros. - Leon Schlesinger |                                                               |
| Tulips Shall Grow                             | Paramount - George Pal                                        |                                                               |
| 1943 (16:e)                                   |                                                               |                                                               |
| The Yankee Doodle Mouse                       | Metro-Goldwyn-Mayer - Fred Quimby                             |                                                               |
| The Dizzy Acrobat                             | Walter Lantz Productions, Universal - Walter Lantz            |                                                               |
| The 500 Hats of Bartholomew Cubbins           | Paramount - George Pal                                        |                                                               |
| Greetings Bait                                | Leon Schlesinger Productions, Warner Bros. - Leon Schlesinger |                                                               |
| Imagination                                   | Screen Gems, Columbia - Dave Fleischer                        |                                                               |
| Reason and Emotion                            | Walt Disney Productions, RKO Radio - Walt Disney              |                                                               |
| 1944 (17:e)                                   |                                                               |                                                               |
| Mouse Trouble                                 | Metro-Goldwyn-Mayer - Fred Quimby                             |                                                               |
| And to Think That I Saw It on Mulberry Street | Paramount - George Pal                                        |                                                               |
| Dog, Cat and Canary                           | Screen Gems, Columbia - Raymond Katz                          |                                                               |
| Fish Fry                                      | Walter Lantz Productions, Universal - Walter Lantz            |                                                               |
| Jan Långben som halvback                      | Walt Disney Productions, RKO Radio - Walt Disney              |                                                               |
| My Boy, Johnny                                | Terrytoons, 20th Century Fox - Paul Terry                     |                                                               |
| Swooner Crooner                               | Warner Bros. - Edward Selzer                                  |                                                               |
| 1945 (18:e)                                   |                                                               |                                                               |
| Quiet Please!                                 | Metro-Goldwyn-Mayer - Fred Quimby                             |                                                               |
| Kalle Anka och spargrisen                     | Walt Disney Productions, RKO Radio - Walt Disney              |                                                               |
| Jasper and the Beanstalk                      | Paramount - George Pal                                        |                                                               |
| Life with Feathers                            | Warner Bros. - Edward Selzer                                  |                                                               |
| Mighty Mouse in Gypsy Life                    | Terrytoons, 20th Century Fox - Paul Terry                     |                                                               |
| Andy Panda som dirigent                       | Walter Lantz Productions, Universal - Walter Lantz            |                                                               |
| Rippling Romance                              | Screen Gems, Columbia - Raymond Katz                          |                                                               |
| 1946 (19:e)                                   |                                                               |                                                               |
| Kattkonserten                                 | Metro-Goldwyn-Mayer - Fred Quimby                             |                                                               |
| Musical Moments from Chopin                   | Walter Lantz Productions, Universal - Walter Lantz            |                                                               |
| John Henry and the Inky-Poo                   | Paramount - George Pal                                        |                                                               |
| Pluto på hal spis                             | Walt Disney Productions, RKO Radio - Walt Disney              |                                                               |
| Walky Talky Hawky                             | Warner Bros. - Edward Selzer                                  |                                                               |
| 1947 (20:e)                                   |                                                               |                                                               |
| Tweetie Pie                                   | Warner Bros. - Edward Selzer                                  |                                                               |
| Kalle Ankas vintersemester                    | Walt Disney Productions, RKO Radio - Walt Disney              |                                                               |
| Dr. Jekyll and Mr. Mouse                      | Metro-Goldwyn-Mayer - Fred Quimby                             |                                                               |
| Pluto som plattcharmör                        | Walt Disney Productions, RKO Radio - Walt Disney              |                                                               |
| Tubby the Tuba                                | Paramount - George Pal                                        |                                                               |
| 1948 (21:a)                                   |                                                               |                                                               |
| The Little Orphan                             | Metro-Goldwyn-Mayer - Fred Quimby                             |                                                               |
| Musse Piggs kelgris                           | Walt Disney Productions, RKO Radio - Walt Disney              |                                                               |
| Mouse Wreckers                                | Warner Bros. - Edward Selzer                                  |                                                               |
| Robin Hoodlum                                 | UPA, Columbia - John Hubley och Raymond Katz                  |                                                               |
| Kalle Anka på camping                         | Walt Disney Productions, RKO Radio - Walt Disney              |                                                               |
| 1949 (22:a)                                   |                                                               |                                                               |
| For Scent-imental Reasons                     | Warner Bros. - Edward Selzer                                  |                                                               |
| Canary Row                                    | Warner Bros. (nominering tillbakadragen)                      |                                                               |
| Hatch Up Your Troubles                        | Metro-Goldwyn-Mayer - Fred Quimby                             |                                                               |
| The Magic Fluke                               | UPA, Columbia - Stephen Bosustow                              |                                                               |
| Kalle Anka som jultomte                       | Walt Disney Productions, RKO Radio - Walt Disney              |                                                               |

## 1950-talet
| År                                      | Film                                                                | Producent(er)                                              |
| 1950 (23:e)                             |                                                                     |                                                            |
| --------------------------------------- | ------------------------------------------------------------------- | ---------------------------------------------------------- |
| 1950 (23:e)                             | Gerald McBoing-Boing                                                | United Productions of America, Columbia - Stephen Bosustow |
| 1950 (23:e)                             | Jerry's Cousin                                                      | Metro-Goldwyn-Mayer - Fred Quimby                          |
| 1950 (23:e)                             | Trouble Indemnity                                                   | United Productions of America, Columbia - Stephen Bosustow |
| 1951 (24:e)                             |                                                                     |                                                            |
| The Two Mouseketeers                    | Metro-Goldwyn-Mayer - Fred Quimby                                   |                                                            |
| Det fåraktiga lejonet                   | Walt Disney Productions, RKO Radio - Walt Disney                    |                                                            |
| Rooty Toot Toot                         | United Productions of America, Columbia - Stephen Bosustow          |                                                            |
| 1952 (25:e)                             |                                                                     |                                                            |
| Johann Mouse                            | Metro-Goldwyn-Mayer - Fred Quimby                                   |                                                            |
| Little Johnny Jet                       | Metro-Goldwyn-Mayer - Fred Quimby                                   |                                                            |
| Madeline                                | United Productions of America, Columbia - Stephen Bosustow          |                                                            |
| Pink and Blue Blues                     | United Productions of America, Columbia - Stephen Bosustow          |                                                            |
| The Romance of Transportation in Canada | National Film Board of Canada - Colin Low                           |                                                            |
| 1953 (26:e)                             |                                                                     |                                                            |
| Tut, Pip, Plong och Bom                 | Walt Disney Productions, Buena Vista Distribution - Walt Disney     |                                                            |
| Christopher Crumpet                     | United Productions of America, Columbia- Stephen Bosustow           |                                                            |
| From A to Z-Z-Z-Z                       | Warner Bros. - Edward Selzer                                        |                                                            |
| Kalle Anka och Nalle Björn              | Walt Disney Productions, RKO Radio - Walt Disney                    |                                                            |
| The Tell-Tale Heart                     | United Productions of America, Columbia - Stephen Bosustow          |                                                            |
| 1954 (27:e)                             |                                                                     |                                                            |
| When Magoo Flew                         | United Productions of America, Columbia - Stephen Bosustow          |                                                            |
| Crazy Mixed Up Pup                      | Walter Lantz Productions, Universal-International - Walter Lantz    |                                                            |
| En svinaktig historia                   | Walt Disney Productions, RKO Radio - Walt Disney                    |                                                            |
| Sandy Claws                             | Warner Bros. - Edward Selzer                                        |                                                            |
| Touché, Pussy Cat!                      | Metro-Goldwyn-Mayer - Fred Quimby                                   |                                                            |
| 1955 (28:e)                             |                                                                     |                                                            |
| Speedy Gonzales                         | Warner Bros. - Edward Selzer                                        |                                                            |
| Good Will to Men                        | Metro-Goldwyn-Mayer - Fred Quimby, William Hanna och Joseph Barbera |                                                            |
| Djupfrysta toner                        | Walter Lantz Productions, Universal-International - Walter Lantz    |                                                            |
| Kalle Ankas vilda jakt                  | Walt Disney Productions, RKO Radio - Walt Disney                    |                                                            |
| 1956 (29:e)                             |                                                                     |                                                            |
| Magoo's Puddle Jumper                   | United Productions of America, Columbia - Stephen Bosustow          |                                                            |
| Gerald McBoing-Boing on Planet Moo      | United Productions of America, Columbia - Stephen Bosustow          |                                                            |
| The Jaywalker                           | United Productions of America, Columbia - Stephen Bosustow          |                                                            |
| 1957 (30:e)                             |                                                                     |                                                            |
| Birds Anonymous                         | Warner Bros. - Edward Selzer                                        |                                                            |
| One Droopy Knight                       | Metro-Goldwyn-Mayer - William Hanna och Joseph Barbera              |                                                            |
| Tabasco Road                            | Warner Bros. - Edward Selzer                                        |                                                            |
| Trees and Jamaica Daddy                 | United Productions of America, Columbia - Stephen Bosustow          |                                                            |
| The Truth About Mother Goose            | Walt Disney Productions, Buena Vista Distribution - Walt Disney     |                                                            |
| 1958 (31:a)                             |                                                                     |                                                            |
| Knighty Knight Bugs                     | Warner Bros. - John W. Burton                                       |                                                            |
| Paul Bunyan                             | Walt Disney Productions, Buena Vista Distribution - Walt Disney     |                                                            |
| Sidney's Family Tree                    | Terrytoons, 20th Century Fox - William M. Weiss                     |                                                            |
| 1959 (32:a)                             |                                                                     |                                                            |
| Månfågeln                               | Storyboard-Harrison - John Hubley och Faith Hubley                  |                                                            |
| Mexicali Shmoes                         | Warner Bros. - John W. Burton                                       |                                                            |
| Noaks ark                               | Walt Disney Productions, Buena Vista Distribution - Walt Disney     |                                                            |
| The Violinist                           | Pintoff Prods., Kingsley International - Ernest Pintoff             |                                                            |

## 1960-talet
| År                                                 | Film | Producent(er)                                                               |
| 1960 (33:e)                                        | |                                                                             |
| -------------------------------------------------- | --- | --------------------------------------------------------------------------- |
| 1960 (33:e)                                        | Munro | Rembrandt Films, Film Representations - Jules Feiffer och William L. Snyder |
| 1960 (33:e)                                        | Elefantungen Goliath | Walt Disney Productions, Buena Vista Distribution - Walt Disney             |
| 1960 (33:e)                                        | High Note | Warner Bros. - Chuck Jones                                                  |
| 1960 (33:e)                                        | Mouse and Garden | Warner Bros. - Friz Freleng                                                 |
| 1960 (33:e)                                        | A Place in the Sun | George K. Arthur-Go Pictures - Frantisek Vystrecil                          |
| 1961 (34:e)                                        | |                                                                             |
| Surrogat                                           | Zagreb Film, Herts-Lion International Corp. - Dušan Vukotić                                                               |                                                                             |
| Jan Långben på vattenskidor                        | Walt Disney Productions, Buena Vista Distribution - Walt Disney                                                           |                                                                             |
| Beep Prepared                                      | Warner Bros. - Chuck Jones                                                                                                |                                                                             |
| Nelly's Folly                                      | Warner Bros. - Chuck Jones                                                                                                |                                                                             |
| The Pied Piper of Guadalupe                        | Warner Bros. - Friz Freleng                                                                                               |                                                                             |
| 1962 (35:e)                                        | |                                                                             |
| The Hole                                           | Storyboard Inc., Brandon Films - John Hubley och Faith Hubley                                                             |                                                                             |
| Icarus Montgolfier Wright                          | Format Films, United Artists - Jules Engel                                                                                |                                                                             |
| Now Hear This                                      | Warner Bros. - David H. DePatie                                                                                           |                                                                             |
| Self Defense ... for Cowards                       | Rembrandt Films, Film Representations - William L. Snyder                                                                 |                                                                             |
| A Symposium on Popular Songs                       | Walt Disney Productions, Buena Vista Distribution - Walt Disney                                                           |                                                                             |
| 1963 (36:e)                                        | |                                                                             |
| Kverulanten                                        | Pintoff-Crossbow Prods., Columbia - Ernest Pintoff                                                                        |                                                                             |
| Automania 2000                                     | Pathé Contemporary Films - John Halas                                                                                     |                                                                             |
| The Game (Igra)                                    | Rembrandt Films, Film Representations - Dušan Vukotic                                                                     |                                                                             |
| My Financial Career                                | National Film Board of Canada, Walter Reade-Sterling-Continental Distributing - Gerald Potterton                          |                                                                             |
| Pianissimo                                         | Cinema 16 - Carmen D'Avino                                                                                                |                                                                             |
| 1964 (37:e)                                        | |                                                                             |
| The Pink Phink                                     | Mirisch Films, DePatie-Freleng Enterprises, United Artists - David H. DePatie och Friz Freleng                            |                                                                             |
| Christmas Cracker                                  | National Film Board of Canada, Favorite Films of California - Norman McLaren, Jeff Hale, Gerald Potterton och Grant Munro |                                                                             |
| How to Avoid Friendship                            | Rembrandt Films, Film Representations - William L. Snyder                                                                 |                                                                             |
| Nudnik No. 2                                       | Rembrandt Films, Film Representations - William L. Snyder                                                                 |                                                                             |
| 1965 (38:e)                                        | |                                                                             |
| The Dot and the Line                               | Sib Tower 12 Productions, Metro-Goldwyn-Mayer - Chuck Jones och Les Goldman                                               |                                                                             |
| Clay or the Origin of Species                      | Harvard University, Pathé Contemporary Films - Eli Noyes                                                                  |                                                                             |
| The Thieving Magpie (La Gazza Ladra)               | Allied Artists - Emanuele Luzzati                                                                                         |                                                                             |
| 1966 (39:e)                                        | |                                                                             |
| A Herb Alpert and the Tijuana Brass Double Feature | Paramount - John Hubley och Faith Hubley                                                                                  |                                                                             |
| The Drag                                           | National Film Board of Canada, Favorite Films - Carlos Marchiori                                                          |                                                                             |
| The Pink Blueprint                                 | Mirisch Films, DePatie-Freleng Enterprises, United Artists - David H. DePatie och Friz Freleng                            |                                                                             |
| 1967 (40:e)                                        | |                                                                             |
| The Box                                            | Fred Wolf Films, Brandon Films - Fred Wolf                                                                                |                                                                             |
| Hypothese Beta                                     | Films Orzeaux, Pathé Contemporary Films - Jean-Charles Meunier                                                            |                                                                             |
| What on Earth!                                     | National Film Board of Canada, Columbia - Les Drew och Kaj Pindal                                                         |                                                                             |
| 1968 (41:a)                                        | |                                                                             |
| Nalle Puh och den stormiga dagen                   | Walt Disney Productions, Buena Vista Distribution - Walt Disney (postum vinst)                                            |                                                                             |
| Huset som Jack byggde                              | National Film Board of Canada, Columbia - Ron Tunis                                                                       |                                                                             |
| The Magic Pear Tree                                | Fred Wolf Films, Bing Crosby Prods. - Jimmy Murakami                                                                      |                                                                             |
| Windy Day                                          | Hubley Studios, Paramount - John Hubley och Faith Hubley                                                                  |                                                                             |
| 1969 (42:a)                                        | |                                                                             |
| It's Tough to Be a Bird                            | Walt Disney Productions, Buena Vista Distribution - Ward Kimball                                                          |                                                                             |
| Of Men and Demons                                  | Hubley Studios, Paramount - John Hubley och Faith Hubley                                                                  |                                                                             |
| En marchant                                        | National Film Board of Canada, Columbia - Ryan Larkin                                                                     |                                                                             |

## 1970-talet
| År                                           | Film                                                                                        | Producent(er)                                                    |
| 1970 (43:e)                                  |                                                                                             |                                                                  |
| -------------------------------------------- | ------------------------------------------------------------------------------------------- | ---------------------------------------------------------------- |
| 1970 (43:e)                                  | Is It Always Right to Be Right?                                                             | Stephen Bosustow Prods., Schoenfeld Films - Lee Mishkin          |
| 1970 (43:e)                                  | The Further Adventures of Uncle Sam: Part Two                                               | Haboush Company, Goldstone Films - Robert Mitchell och Dale Case |
| 1970 (43:e)                                  | The Shepherd                                                                                | Cameron Guess and Associates, Brandon Films - Cameron Guess      |
| 1971 (44:e)                                  |                                                                                             |                                                                  |
| The Crunch Bird                              | Maxwell-Petok, Petrovich Prods., Regency Films - Ted Petok                                  |                                                                  |
| Evolution                                    | National Film Board of Canada, Columbia - Michael Mills                                     |                                                                  |
| The Selfish Giant                            | Potterton Prods., Pyramid Films - Peter Sander och Gerald Potterton                         |                                                                  |
| 1972 (45:e)                                  |                                                                                             |                                                                  |
| A Christmas Carol                            | American Broadcasting Company - Richard Williams                                            |                                                                  |
| Kama Sutra Rides Again                       | Lion International Films - Bob Godfrey                                                      |                                                                  |
| Tup Tup                                      | Zagreb Film, Corona Cinematografica, Manson Distributing - Nedeljko Dragic                  |                                                                  |
| 1973 (46:e)                                  |                                                                                             |                                                                  |
| Frank Film                                   | Frank Mouris Prod. - Frank Mouris                                                           |                                                                  |
| The Legend of John Henry                     | Bosustow-Pyramid Films - Nick Bosustow och David Adams                                      |                                                                  |
| Pulcinella                                   | Luzzati-Gianini Prod. - Emanuele Luzzati och Guilo Gianini                                  |                                                                  |
| 1974 (47:e)                                  |                                                                                             |                                                                  |
| Closed Mondays                               | Lighthouse Productions - Will Vinton och Bob Gardiner                                       |                                                                  |
| The Family That Dwelt Apart                  | National Film Board of Canada - Yvon Mallette och Robert Verrall                            |                                                                  |
| Hunger                                       | National Film Board of Canada - Peter Foldes och René Jodoin                                |                                                                  |
| Voyage to Next                               | Hubley Studio - John Hubley och Faith Hubley                                                |                                                                  |
| Nalle Puh och den skuttande tigern           | Walt Disney Productions, Buena Vista Distribution - Wolfgang Reitherman                     |                                                                  |
| 1975 (48:e)                                  |                                                                                             |                                                                  |
| Great                                        | Grantstern, British Lion Films - Bob Godfrey                                                |                                                                  |
| Kick Me                                      | Swarthe Productions - Robert Swarthe                                                        |                                                                  |
| Monsieur Pointu                              | National Film Board of Canada - René Jodoin, Bernard Longpré och André Leduc                |                                                                  |
| Sisyphus                                     | Hungarofilms - Marcell Jankovics                                                            |                                                                  |
| 1976 (49:e)                                  |                                                                                             |                                                                  |
| Leisure                                      | Film Australia - Suzanne Baker                                                              |                                                                  |
| Dedalo                                       | Cineteam Realizzazioni - Manfredo Manfredi                                                  |                                                                  |
| The Street                                   | National Film Board of Canada - Caroline Leaf och Guy Glover                                |                                                                  |
| 1977 (50:e)                                  |                                                                                             |                                                                  |
| The Sand Castle                              | National Film Board of Canada - Co Hoedeman                                                 |                                                                  |
| Bead Game                                    | National Film Board of Canada - Ishu Patel                                                  |                                                                  |
| A Doonesbury Special                         | Hubley Studio - John Hubley (Postum nominering), Faith Hubley och Garry Trudeau             |                                                                  |
| Jimmy the C                                  | Motionpicker Production - James Picker, Robert Grossman och Craig Whitaker                  |                                                                  |
| 1978 (51:a)                                  |                                                                                             |                                                                  |
| Special Delivery                             | National Film Board of Canada - Eunice Macauley och John Weldon                             |                                                                  |
| Oh My Darling                                | Nico Crama Productions - Nico Crama                                                         |                                                                  |
| Rip Van Winkle                               | Will Vinton/Billy Budd - Will Vinton                                                        |                                                                  |
| 1979 (52:a)                                  |                                                                                             |                                                                  |
| Every Child                                  | National Film Board of Canada - Derek Lamb                                                  |                                                                  |
| Dream Doll                                   | Godfrey Films, Zagreb Film, Halas and Batchelor, Film Wright - Bob Godfrey och Zlatko Grgic |                                                                  |
| It's so Nice to Have a Wolf Around the House | AR&T Productions, Learning Corporation of America - Paul Fierlinger                         |                                                                  |

## 1980-talet
| År                                    | Film                                                                               | Producent(er)                                  |
| 1980 (53:e)                           |                                                                                    |                                                |
| ------------------------------------- | ---------------------------------------------------------------------------------- | ---------------------------------------------- |
| 1980 (53:e)                           | The Fly                                                                            | PannóniaFilm, Budapest - Ferenc Rófusz         |
| 1980 (53:e)                           | All Nothing                                                                        | Société Radio-Canada - Frédéric Back           |
| 1980 (53:e)                           | History of the World in Three Minutes Flat                                         | Michael Mills Productions Ltd. - Michael Mills |
| 1981 (54:e)                           |                                                                                    |                                                |
| Crac                                  | Société Radio-Canada - Frédéric Back                                               |                                                |
| The Creation                          | Will Vinton Productions - Will Vinton                                              |                                                |
| The Tender Tale of Cinderella Penguin | National Film Board of Canada - Janet Perlman                                      |                                                |
| 1982 (55:e)                           |                                                                                    |                                                |
| Tango                                 | Film Polski - Zbigniew Rybczyński                                                  |                                                |
| The Great Cognito                     | Will Vinton Productions - Will Vinton                                              |                                                |
| Snögubben                             | Snowman Enterprises Ltd., Channel 4 - Dianne Jackson                               |                                                |
| 1983 (56:e)                           |                                                                                    |                                                |
| Sundae in New York                    | Motionpicker Production - Jimmy Picker                                             |                                                |
| Musse Piggs julsaga                   | Walt Disney Productions, Buena Vista Distribution - Burny Mattinson                |                                                |
| Sound of Sunshine - Sound of Rain     | Hallinan Plus - Eda Hallinan                                                       |                                                |
| 1984 (57:e)                           |                                                                                    |                                                |
| Charade                               | Michael Mills Productions, Sheridan College - Jon Minnis                           |                                                |
| Doctor De Soto                        | Sporn Animation - Morton Schindel och Michael Sporn                                |                                                |
| Paradise                              | National Film Board of Canada - Ishu Patel                                         |                                                |
| 1985 (58:e)                           |                                                                                    |                                                |
| Anna & Bella                          | The Netherlands - Børge Ring                                                       |                                                |
| The Big Snit                          | National Film Board of Canada - Richard Condie och Michael J.F. Scott              |                                                |
| Second Class Mail                     | National Film & Television School - Alison Snowden                                 |                                                |
| 1986 (59:e)                           |                                                                                    |                                                |
| A Greek Tragedy                       | CineTe pvba - Linda Van Tulden och Willem Thijsen                                  |                                                |
| The Frog, The Dog and The Devil       | New Zealand National Film Unit - Bob Stenhouse, Hugh MacDonald och Martin Townsend |                                                |
| Luxo Jr.                              | Pixar - John Lasseter och William Reeves                                           |                                                |
| 1987 (60:e)                           |                                                                                    |                                                |
| Mannen som planterade träd            | Canadian Broadcasting Corporation - Frédéric Back                                  |                                                |
| George and Rosemary                   | National Film Board of Canada - Eunice Macaulay, Alison Snowden och David Fine     |                                                |
| Your Face                             | Bill Plympton                                                                      |                                                |
| 1988 (61:a)                           |                                                                                    |                                                |
| Tin Toy                               | Pixar - John Lasseter och William Reeves                                           |                                                |
| The Cat Came Back                     | National Film Board of Canada - Cordell Barker                                     |                                                |
| Technological Threat                  | Kroyer Films - Bill Kroyer                                                         |                                                |
| 1989 (62:a)                           |                                                                                    |                                                |
| Balance                               | Wolfgang och Christoph Lauenstein                                                  |                                                |
| The Cow                               | Aleksandr Petrov                                                                   |                                                |
| The Hill Farm                         | Mark Baker                                                                         |                                                |

## 1990-talet
| År                                                            | Film                                                                                             | Producent(er)                                                     |
| 1990 (63:e)                                                   |                                                                                                  |                                                                   |
| ------------------------------------------------------------- | ------------------------------------------------------------------------------------------------ | ----------------------------------------------------------------- |
| 1990 (63:e)                                                   | Livets nödtorft                                                                                  | Aardman Animations, Channel 4 - Nick Park                         |
| 1990 (63:e)                                                   | Wallace & Gromit: Osten är slut                                                                  | Aardman Animations, National Film & Television School - Nick Park |
| 1990 (63:e)                                                   | Grasshoppers                                                                                     | Bruno Bozzetto                                                    |
| 1991 (64:e)                                                   |                                                                                                  |                                                                   |
| Manipulation                                                  | Daniel Greaves                                                                                   |                                                                   |
| Blackfly                                                      | National Film Board of Canada - Christopher Hinton                                               |                                                                   |
| Strings                                                       | National Film Board of Canada - Wendy Tilby                                                      |                                                                   |
| 1992 (65:e)                                                   |                                                                                                  |                                                                   |
| Mona Lisa Descending a Staircase                              | Joan C. Gratz                                                                                    |                                                                   |
| Adam                                                          | Aardman Animations - Peter Lord                                                                  |                                                                   |
| Reci, Reci, Reci...                                           | Michaela Pavlátová                                                                               |                                                                   |
| The Sandman                                                   | Paul Berry                                                                                       |                                                                   |
| Screen Play                                                   | Barry Purves                                                                                     |                                                                   |
| 1993 (66:e)                                                   |                                                                                                  |                                                                   |
| Wallace & Gromit: Fel brallor                                 | Aardman Animations, BBC - Nick Park                                                              |                                                                   |
| Blindscape                                                    | National Film & Television School - Stephen Palmer                                               |                                                                   |
| The Mighty River                                              | Société Radio-Canada - Frédéric Back och Hubert Tison                                            |                                                                   |
| Small Talk                                                    | Bob Godfrey och Kevin Baldwin                                                                    |                                                                   |
| The Village                                                   | Mark Baker                                                                                       |                                                                   |
| 1994 (67:e)                                                   |                                                                                                  |                                                                   |
| Bob's Birthday                                                | Snowden Fine Animation, National Film Board of Canada, Channel 4 - Alison Snowden och David Fine |                                                                   |
| The Big Story                                                 | Tim Watts och David Stoten                                                                       |                                                                   |
| The Janitor                                                   | Vanessa Schwartz                                                                                 |                                                                   |
| The Monk and the Fish                                         | Michael Dudok de Wit                                                                             |                                                                   |
| Triangle                                                      | Erica Russell                                                                                    |                                                                   |
| 1995 (68:e)                                                   |                                                                                                  |                                                                   |
| Wallace & Gromit: Nära ögat                                   | Aardman Animations, BBC - Nick Park                                                              |                                                                   |
| The Chicken From Outer Space                                  | Stretch Films, Hanna-Barbera, Cartoon Network - John Dilworth                                    |                                                                   |
| The End                                                       | Alias Systems Corporation - Chris Landreth och Robin Barger                                      |                                                                   |
| Gagarin                                                       | Alexiy Kharitidi                                                                                 |                                                                   |
| Hjärna på rymmen                                              | Walt Disney Animation Studios - Chris Bailey                                                     |                                                                   |
| 1996 (69:e)                                                   |                                                                                                  |                                                                   |
| Quest                                                         | Tyron Montgomery och Thomas Stellmach                                                            |                                                                   |
| Canhead                                                       | Timothy Hittle                                                                                   |                                                                   |
| La Salla                                                      | National Film Board of Canada - Richard Condie                                                   |                                                                   |
| Wat's Pig                                                     | Aardman Animations, Channel 4 - Peter Lord                                                       |                                                                   |
| 1997 (70:e)                                                   |                                                                                                  |                                                                   |
| Geris spel                                                    | Pixar - Jan Pinkava                                                                              |                                                                   |
| Famous Fred                                                   | TVC London - Joanna Quinn                                                                        |                                                                   |
| Rusalka                                                       | Aleksandr Petrov                                                                                 |                                                                   |
| Redux Riding Hood                                             | Walt Disney Television Animation - Steve Moore                                                   |                                                                   |
| La Vieille dame et les pigeons (The Old Lady and the Pigeons) | Les Armateurs - Sylvain Chomet                                                                   |                                                                   |
| 1998 (71:a)                                                   |                                                                                                  |                                                                   |
| Bunny                                                         | Blue Sky Studios - Chris Wedge                                                                   |                                                                   |
| The Canterbury Tales                                          | S4C, BBC Wales, HBO -Christopher Grace och Jonathan Myerson                                      |                                                                   |
| Jolly Roger                                                   | Astley Baker Davies, Silver Bird Productions, Channel 4 - Mark Baker                             |                                                                   |
| More                                                          | Bad Clams Productions, Swell Productions - Mark Osborne och Steven B. Kalafer                    |                                                                   |
| Når livet går sin vej                                         | Karsten Kiilerich och Stefan Fjeldmark                                                           |                                                                   |
| 1999 (72:a)                                                   |                                                                                                  |                                                                   |
| The Old Man and the Sea                                       | Aleksandr Petrov                                                                                 |                                                                   |
| 3 Misses                                                      | CineTe - Paul Driessen                                                                           |                                                                   |
| Humdrum                                                       | Aardman Animations, Canal+, Channel 4 - Peter Peake                                              |                                                                   |
| Min farmor strök kungens skjortor                             | Studio Magica, National Film Board of Canada - Torill Kove                                       |                                                                   |
| When the Day Breaks                                           | National Film Board of Canada - Wendy Tilby och Amanda Forbis                                    |                                                                   |

## 2000-talet
| År                                                       | Film                                                                                          | Producent(er)                                                 |
| 2000 (73:e)                                              |                                                                                               |                                                               |
| -------------------------------------------------------- | --------------------------------------------------------------------------------------------- | ------------------------------------------------------------- |
| 2000 (73:e)                                              | Father and Daughter                                                                           | Michaël Dudok de Wit                                          |
| 2000 (73:e)                                              | Periwig Maker                                                                                 | Ideal Standard Film - Steffen Schäffler och Annette Schäffler |
| 2000 (73:e)                                              | Rejected                                                                                      | Bitter Films - Don Hertzfeldt                                 |
| 2001 (74:e)                                              |                                                                                               |                                                               |
| For the Birds                                            | Pixar - Ralph Eggleston                                                                       |                                                               |
| Fifty Percent Grey                                       | Ruairí Robinson och Seamus Byrne                                                              |                                                               |
| Give Up Yer Aul Sins                                     | Brown Bag Films - Cathal Gaffney och Darragh O'Connell                                        |                                                               |
| Strange Invaders                                         | National Film Board of Canada - Cordell Barker                                                |                                                               |
| Stubble Trouble                                          | Calabash Animation - Joseph E. Merideth                                                       |                                                               |
| 2002 (75:e)                                              |                                                                                               |                                                               |
| The ChubbChubbs!                                         | Sony Pictures Imageworks, Columbia - Jacquie Barnbrook, Eric Armstrong och Jeff Wolverton     |                                                               |
| The Cathedral                                            | Tomek Baginski                                                                                |                                                               |
| Mike's New Car                                           | Pixar - Pete Docter och Roger Gould                                                           |                                                               |
| Mt. Head                                                 | Kōji Yamamura                                                                                 |                                                               |
| Das Rad                                                  | Film Academy Baden-Württemberg - Chris Stenner, Arvid Uibel och Heidi Wittlinger              |                                                               |
| 2003 (76:e)                                              |                                                                                               |                                                               |
| Harvie Krumpet                                           | Australian Film Commission, Film Victoria, SBS Independent - Adam Elliot                      |                                                               |
| Boundin'                                                 | Pixar - Bud Luckey                                                                            |                                                               |
| Gone Nutty                                               | Blue Sky Studios - Carlos Saldanha och John C. Donkin                                         |                                                               |
| Nibbles                                                  | Christopher Hinton                                                                            |                                                               |
| Destino                                                  | Walt Disney Animation Studios - Dominique Monféry och Roy E. Disney                           |                                                               |
| 2004 (77:e)                                              |                                                                                               |                                                               |
| Ryan                                                     | National Film Board of Canada - Chris Landreth                                                |                                                               |
| Birthday Boy                                             | Australian Film Television and Radio School - Sejong Park och Andrew Gregory                  |                                                               |
| Gopher Broke                                             | Blur Studio - Jeff Fowler och Tim Miller                                                      |                                                               |
| Guard Dog                                                | Bill Plympton                                                                                 |                                                               |
| Lorenzo                                                  | Walt Disney Animation Studios - Mike Gabriel och Baker Bloodworth                             |                                                               |
| 2005 (78:e)                                              |                                                                                               |                                                               |
| The Moon and the Son: An Imagined Conversatio            | John Canemaker och Peggy Stern                                                                |                                                               |
| Badgered                                                 | National Film & Television School - Sharon Colman                                             |                                                               |
| The Mysterious Geographic Explorations of Jasper Morello | 3d Films Pty Ltd., Australian Film Commission, Film Victoria, SBS Independent - Anthony Lucas |                                                               |
| 9                                                        | UCLA Animation Workshop, Thinkart Films - Shane Acker                                         |                                                               |
| Enmansorkester                                           | Pixar - Andrew Jimenez och Mark Andrews                                                       |                                                               |
| 2006 (79:e)                                              |                                                                                               |                                                               |
| Den danske dikteren                                      | Torill Kove - Mikrofilm AS, National Film Board of Canada                                     |                                                               |
| Upplyft                                                  | Pixar - Gary Rydstrom                                                                         |                                                               |
| The Little Matchgirl                                     | Walt Disney Animation Studios - Roger Allers och Don Hahn                                     |                                                               |
| Maestro                                                  | Géza M. Tóth                                                                                  |                                                               |
| No Time for Nuts                                         | Blue Sky Studios - Chris Renaud och Michael Thurmeier                                         |                                                               |
| 2007 (80:e)                                              |                                                                                               |                                                               |
| Peter and the Wolf                                       | Se-ma-for, BreakThru Films - Suzie Templeton och Hugh Welchman                                |                                                               |
| Even Pigeons Go to Heaven                                | BUF - Samuel Tourneux och Simon Vanesse                                                       |                                                               |
| I Met the Walrus                                         | Josh Raskin                                                                                   |                                                               |
| Madame Tutli-Putlid                                      | National Film Board of Canada - Chris Lavis och Maciek Szczerbowski                           |                                                               |
| My Love                                                  | Aleksandr Petrov                                                                              |                                                               |
| 2008 (81:a)                                              |                                                                                               |                                                               |
| La Maison en Petits Cubes                                | Robot Communications - Kunio Katō                                                             |                                                               |
| Lavatory – Lovestory                                     | Melnitsa Animation Studio - Konstantin Bronzit                                                |                                                               |
| Oktapodi                                                 | Gobelins L'Ecole de L'Image - Emud Mokhberi och Thierry Marchand                              |                                                               |
| Presto                                                   | Pixar - Doug Sweetland                                                                        |                                                               |
| This Way Up                                              | Nexus Productions - Alan Smith och Adam Foulkes                                               |                                                               |
| 2009 (82:a)                                              |                                                                                               |                                                               |
| Logorama                                                 | H5, Autour de Minuit Productions - Nicolas Schmerkin                                          |                                                               |
| Granny O'Grimm's Sleeping Beauty                         | Brown Bag Films - Nicky Phelan och Darragh O'Connell                                          |                                                               |
| French Roast                                             | Fabrice Joubert                                                                               |                                                               |
| The Lady and the Reaper                                  | Kandor Graphics - Javier Recio                                                                |                                                               |
| Wallace & Gromit: En strid på liv och bröd               | Aardman Animations - Nick Park                                                                |                                                               |

## 2010-talet
| År          | Film                                              | Producent(er)                                 |
| ----------- | ------------------------------------------------- | --------------------------------------------- |
| 2010 (83:e) | The Lost Thing                                    | Shaun Tan och Andrew Ruhemann                 |
| 2010 (83:e) | Day & Night                                       | Teddy Newton                                  |
| 2010 (83:e) | Gruffalon                                         | Jakob Schuh och Max Lang                      |
| 2010 (83:e) | Let's Pollute                                     | Geefwee Boedoe                                |
| 2010 (83:e) | Madagascar, a Journey Diary                       | Bastien Dubois                                |
| 2011 (84:e) | The Fantastic Flying Books of Mr. Morris Lessmore | William Joyce och Brandon Oldenburg           |
| 2011 (84:e) | Dimanche                                          | Patrick Doyon                                 |
| 2011 (84:e) | La Luna                                           | Enrico Casarosa                               |
| 2011 (84:e) | A Morning Stroll                                  | Grant Orchard och Sue Goffe                   |
| 2011 (84:e) | Wild Life                                         | Wendy Tilby och Amanda Forbis                 |
| 2012 (85:e) | Paperman                                          | John Kahrs                                    |
| 2012 (85:e) | Adam and Dog                                      | Minkyu Lee                                    |
| 2012 (85:e) | Fresh Guacamole                                   | PES                                           |
| 2012 (85:e) | Head over Heels                                   | Timothy Reckart och Fodhla Cronin O'Reilly    |
| 2012 (85:e) | The Longest Daycare                               | David Silverman                               |
| 2013 (86:e) | Mr Hublot                                         | Laurent Witz och Alexandre Espigares          |
| 2013 (86:e) | Feral                                             | Daniel Sousa och Dan Golden                   |
| 2013 (86:e) | Skaffa en häst                                    | Lauren MacMullan och Dorothy McKim            |
| 2013 (86:e) | Kvastresan                                        | Max Lang och Jan Lachauer                     |
| 2013 (86:e) | Possessions                                       | Shuhei Morita                                 |
| 2014 (87:e) | Feast                                             | Patrick Osborne och Kristina Reed             |
| 2014 (87:e) | The Bigger Picture                                | Daisy Jacobs och Christopher Hees             |
| 2014 (87:e) | The Dam Keeper                                    | Robert Kondo och Dice Tsutsumi                |
| 2014 (87:e) | Me and My Moulton                                 | Torill Kove                                   |
| 2014 (87:e) | A Single Life                                     | Joris Oprins                                  |
| 2015 (88:e) | Bear Story                                        | Pato Escala Pierart och Gabriel Osorio Vargas |
| 2015 (88:e) | Prolouge                                          | Imogen Sutton och Richard Williams            |
| 2015 (88:e) | Sanjay's Super Team                               | Nicole Paradis Grindle och Sanjay Patel       |
| 2015 (88:e) | We Can't Live Without Cozmos                      | Konstantin Bronzit                            |
| 2015 (88:e) | World of Tomorrow                                 | Don Hertzfeldt                                |
| 2016 (89:e) | Piper                                             | Alan Barillaro och Marc Sondheimer            |
| 2016 (89:e) | Blind Vaysha                                      | Theodore Ushev                                |
| 2016 (89:e) | Borrowed Time                                     | Andrew Coats och Lou Hamou-Lhadj              |
| 2016 (89:e) | Pear Cider and Cigarettes                         | Robert Valley och Cara Speller                |
| 2016 (89:e) | Pearl                                             | Patrick Osborne                               |
| 2017 (90:e) | Dear Basketball                                   | Glen Keane och Kobe Bryant                    |
| 2017 (90:e) | Garden Party                                      | Victor Caire och Gabriel Grapperon            |
| 2017 (90:e) | Lou                                               | Dave Mullins och Dana Murray                  |
| 2017 (90:e) | Negative Space                                    | Max Porter och Ru Kuwahata                    |
| 2017 (90:e) | Rysliga rim                                       | Jakob Schuh och Jan Lachauer                  |
| 2018 (91:a) | Bao                                               | Domee Shi och Becky Neiman                    |
| 2018 (91:a) | Animal Behaviour                                  | Alison Snowden och David Fine                 |
| 2018 (91:a) | Late Afternoon                                    | Louise Bagnall och Nuria González Blanco      |
| 2018 (91:a) | One Small Step                                    | Andrew Chesworth och Bobby Pontillas          |
| 2018 (91:a) | Weekends                                          | Trevor Jimenez                                |
| 2019 (92:a) | Hair Love                                         | Matthew A. Cherry och Karen Rupert Toliver    |
| 2019 (92:a) | Daughter                                          | Daria Kashcheeva                              |
| 2019 (92:a) | Kitbull                                           | Rosana Sullivan och Kathryn Hendrickson       |
| 2019 (92:a) | Mémorable                                         | Bruno Collet och Jean-François Le Corre       |
| 2019 (92:a) | Sister                                            | Siqi Song                                     |

## 2020-talet
| År                                                            | Film                                | Producent(er)                                |
| ------------------------------------------------------------- | ----------------------------------- | -------------------------------------------- |
| 2020/21 (93:e)                                                | If Anything Happens I Love You      | Michael Govier och Will McCormack            |
| 2020/21 (93:e)                                                | Burrow                              | Michael Capbarat och Madeline Sharafian      |
| 2020/21 (93:e)                                                | Genius Loci                         | Adrien Mérigeau och Amaury Ovise             |
| 2020/21 (93:e)                                                | Opera                               | Erick Oh                                     |
| 2020/21 (93:e)                                                | Yes-People                          | Arnar Gunnarsson och Gísli Darri Halldórsson |
| 2021 (94:e)                                                   | The Windshield Wiper                | Alberto Mielgo och Leo Sanchez               |
| 2021 (94:e)                                                   | Affairs of the Art                  | Joanna Quinn och Les Mills                   |
| 2021 (94:e)                                                   | Bestia                              | Hugo Covarrubias och Tevo Díaz               |
| 2021 (94:e)                                                   | Boxballet                           | Anton Dyakov                                 |
| 2021 (94:e)                                                   | Robin Robin                         | Dan Ojari och Mikey Please                   |
| 2022 (95:e)                                                   |                                     |                                              |
| The Boy, the Mole, the Fox and the Horse                      | Charlie Mackesy och Matthew Freud   |                                              |
| The Flying Sailor                                             | Wendy Tilby och Amanda Forbis       |                                              |
| Ice Merchants                                                 | João Gonzalez och Bruno Caetano     |                                              |
| My Year of Dicks                                              | Sara Gunnarsdóttir och Pamela Ribon |                                              |
| An Ostrich Told Me the World Is Fake and I Think I Believe It | Lachlan Pendragon                   |                                              |